# Heroica Matamoros
Heroica Matamoros (röviden Matamoros) egy város Mexikó északkeleti részén, Tamaulipas államban. Lakossága 2010-ben körülbelül 450 ezer fő volt, amivel az állam 2. legnépesebb települése.
Névadója Mariano Matamoros függetlenségi harcos.

## Földrajz
Az ország és Tamaulipas állam északkeleti részén felépült város az Amerikai Egyesült Államok határánál található, a Río Bravo del Norte folyó déli partján, Brownsville texasi várossal szemközt. Területe sík, mindössze körülbelül 10 méterrel fekszik a tenger szintje felett. Az éves átlaghőmérséklet 20–24 °C, a csapadék mennyisége 500–700 mm. Mivel közel van a tengerhez, környékén sokhelyütt sós a talaj, itt sókedvelő növénytársulások telepedtek meg, viszont a várostól nyugatra a mezőgazdaságilag művelt földek a jellemzők.

## Népesség
A település népessége a közelmúltban folyamatosan és gyorsan növekedett:
| Év   | Lakosság |
| ---- | -------- |
| 1990 | 266 055  |
| 1995 | 323 794  |
| 2000 | 376 279  |
| 2005 | 422 711  |
| 2010 | 449 815  |

## Története
A spanyol hódítók megérkezése előtt itt élő indiánokról nagyon kevés információ van. 1519-ben Alonso Álvarez de Pineda kapitány expedíciója volt az első alkalom, amikor európaiak érkeztek ide; ő a mai Río Bravo del Norte folyót Río de las Palmasnak nevezte el, de települést nem alapítottak. Legközelebb 1686-ban járt erre Alonso de León, akit a terület felderítésével bíztak meg: ő a folyót hajózhatónak írta le. 1706-ban Juan José de Hinojosa kapitány járt itt, aki látva a környék lagunáit, a területet Paraje de los Esteros Hermososnak, azaz szép lagunák tájának nevezte el.
Az első telepet (ami csak egy rancho volt), 1749-ben alapította itt San Juan de los Esteros Hermosos néven Matías de los Santos Coy (a mai 5. és Matamoros utcák északkeleti sarkánál), ám az indiánok folyamatos támadásai miatt hamarosan el kellett hagynia birtokát. 1747-ben a folyó gyakori áradásai miatt José de Escandón és Blas María de la Garza kapitány is a letelepedésre kevéssé alkalmas helyek közé sorolta be a mai város környékét, de mindezen előzmények ellenére 1774-ben 13 család (12 camargói és egy reynosai) mégis szerzetesi közösséget alapított ugyanott és ugyanazon a néven, mint De los Santos Coy ranchója.
1793-ban Zacatecasból ferences szerzetesek érkeztek ide, és az ő javaslatukra a telep új neve Nuestra Señora del Refugio de los Esteros lett, de a lakók röviden csak El Refugiónak vagy Villa del Refugiónak nevezték. Az áradások miatt azonban át kellett költözniük egy néhány méterrel magasabb helyre, így 1814-ben az új főtér körül kezdett növekedni a település.
1826-ban Lucas Fernández kormányzó rendeletére Mariano Matamoros függetlenségi hős emlékére a várost átnevezték Villa de Matamorosra, 1834-ben pedig magasabb, ciudad rangra emelték. 1851-ben a Río Grande-i Köztársaság megalapítását célzó Loba-terv aláírásával agresszorok támadtak a városra, de Macedonio Capistrán községi elnök és Francisco Ávalos tábornok irányításával civilek és katonák leverték a kísérletet, ennek emlékére adományozta az állam kongresszusa a városnak az Invicta, az Heroica és a Leal jelzőket („le nem győzött, hősies, hűséges”). Az Heroica szó ma is a város hivatalos nevének részét képezi.
1858-ban Ramón Guerra kormányzó egy nemzetközi szabadkereskedelmi zónát hozott létre (bár Benito Juárez elnök csak három évvel később hagyta jóvá). 1867-ben egy hatalmas hurrikán pusztított a városban, ami nem csak elvándorlást, hanem gazdasági hanyatlást is okozott, a következő évtizedekben pedig további természeti csapások érték a környéket. 1889-ben egy ciklon elpusztította a Bagdad kikötőt is. A következő gazdasági fejlődési időszak a 20. század közepén kezdődött: az 1948 és 1962 közötti időszakot a „gyapot aranykorának” is nevezik, mert ekkor érte el csúcsát a világszínvonalú minőségű gyapot termesztése a környéken.

## Turizmus, látnivalók
A város nem tartozik a jelentős turisztikai célpontok közé. Néhány műemlék és emlékmű azonban áll a településen, például az 1885-ben francia stílusban épült Casa Cross, az 1845-ben épült, korábban laktanyaként használt Museo Casa Mata, az 1864-ben építeni kezdett Teatro de la Reforma színház, valamint Miguel Hidalgo, Benito Juárez, Mariano Matamoros és a gyermekhősök szobrai.

## Nevezetes szülöttei
- Dulce  (1955–2024) énekes, színésznő
- Rigo Tovar, énekes, zenész
- Cristina Rivera Garza (*1964), író
- Osiel Cárdenas (*1967) drogkereskedő
- Osvaldo de León (*1984) színész